# 小堤 (茨城町)
小堤（おづつみ）は、茨城県東茨城郡茨城町の大字。当地内には茨城町役場、茨城郵便局など、町の行政施設がある。

## 地理
茨城町の中央部に位置し、北は涸沼川を隔てて長岡、西は奥谷、南は小幡、秋葉、東は駒場と隣接する。県道16号沿線は、茨城町役場付近は商店や飲食店が建ち並ぶが、それ以外は涸沼川に沿って水田地帯が中心となっている。一方、台地上は畑が中心となっている。

## 小字
以下の小字がある。
- 阿し田
- 池向
- 稲荷下
- 牛小路
- 押堀
- ガキ塚
- 上宿
- 北浦
- 久保
- 里後
- 里前
- 山王山
- 地蔵免
- 島田後
- 下宿
- 新道
- タイコ塚
- 台南
- 寺下
- 寺前
- 寺脇
- 天神久保
- 仲宿
- 成沢
- 西新地
- 西道合
- 走り下
- 八沢
- 東新地
- 東道合
- 宮久保
- 明神前
- 薬師後
- 薬師下
- 薬師前
- 山下
- 雷神後

## 歴史
- 1889年（明治22年）：小堤村が駒場村・神宿村・海老沢村・宮ヶ崎村・網掛村・城之内村と合併し、鹿島郡沼前村が誕生。小堤村は沼崎村大字小堤になる。
- 1955年（昭和30年）2月11日：沼前村が東茨城郡長岡町、上野合村、川根村と合併し、東茨城郡茨城町が誕生。茨城町大字小堤になる。

## 世帯数と人口
2021年（令和3年）12月31日現在の世帯数と人口は以下の通りである。
| 町丁 | 世帯数  | 人口  |
| ---- | ------- | ----- |
| 小堤 | 385世帯 | 926人 |

## 小・中学校の学区
町立小・中学校に通う場合、学区は以下の通りとなる。
| 番地 | 小学校             | 中学校             |
| ---- | ------------------ | ------------------ |
| 全域 | 茨城町立青葉小学校 | 茨城町立青葉中学校 |

## 交通

### 道路
- 茨城県道16号大洗友部線
- 茨城県道18号茨城鹿島線

### 鉄道
- 当地内に鉄道は走っていない。最寄り駅はJR常磐線水戸駅となる。

### バス
| 系統 | 主要経由地                                                                                                   | 行先                           | 運行会社  |
| ---- | --- | ------------------------------ | --------- |
|      | 鉾田駅・海老沢・堤団地前・薬師下・茨城町役場前・茨城町役場・奥ノ谷・長岡・県庁前・千波・大工町・水戸駅       | 鉾田駅・水戸駅                 | ■関東鉄道 |
|      | 鉾田駅・大和田・小堤・奥ノ谷・長岡・県庁前・千波・大工町・水戸駅                                             | 鉾田駅・水戸駅                 | ■関東鉄道 |
|      | 茨城空港・上吉影・小堤・奥ノ谷・長岡・県庁前・千波・大工町・水戸駅                                           | 茨城空港・水戸駅               | ■関東鉄道 |
|      | 茨城町役場・茨城町役場前・奥ノ谷・矢頭・県自動車学校・台町・三高下・水戸駅・大工町・千波・県庁バスターミナル | 茨城町役場・県庁バスターミナル | ■関東鉄道 |

- 茨城町役場等を利用する場合は海老沢経由鉾田駅線を、小堤の宿方面を利用する場合は大和田経由鉾田駅線、茨城空港線を利用する。

## 施設

### 行政
- 茨城町役場:小堤1080
- 茨城町中央公民館大ホール[6]:小堤1070
- 茨城町総合福祉センター「ゆうゆう館」:小堤1037-1
  - 茨城町立図書館:「ゆうゆう館」館内にある。
- 茨城町消防本部
- 水戸警察署茨城地区交番:2022年に小鶴から移転。

### 商業施設
- セブン-イレブン茨城町小堤店

### 金融機関
- 茨城県信用組合奥谷支店

### 公共施設
- 茨城郵便局
- 小堤公民館

## 祭事
- 茨城町民の日 - 毎年2月11日に中央公民館大ホールで行う催し。
- 香取天満神社祭礼 - 毎年10月第1土曜に小堤の宿通りを中心に行う祭礼。
- いばらきまつり - 毎年11月第1日曜日に、茨城町総合福祉センター「ゆうゆう館」駐車場を会場に行う祭り。2012年よりイベントの最後にはフィナーレ花火が行われる。「茨城町町民祭」、「茨城町ボランティアまつり」も当祭とセットで開催される。